# Saint-Martin-des-Bois
Saint-Martin-des-Bois è un comune francese di 614 abitanti situato nel dipartimento del Loir-et-Cher nella regione del Centro-Valle della Loira.

## Società

### Evoluzione demografica
Abitanti censiti